# Tempo Express
Tempo Express (2010) – francusko-niemiecki serial animowany, który swoją premierę w Polsce miał 20 kwietnia 2012 roku na kanale TeleTOON+.

## Fabuła
Tempo Express to utrzymany w konwencji science fiction serial animowany, który pozwoli wszystkim miłośnikom podróży w czasie oderwać się od codziennych trosk.
Jest rok 2068. Dzięki wehikułowi czasu, trzej bohaterowie osobiście uczestniczą w wydarzeniach, które dotychczas znali jedynie z opowieści. Będąc świadkami najbardziej przełomowych momentów w historii świata, w zabawny sposób tłumaczą widzom związane z nimi zawiłości. Akcja każdego odcinka rozgrywa się w innym czasie i miejscu, co sprawia, że serial poszerza horyzonty i zaskakuje.

## Wersja polska
Opracowanie wersji polskiej: na zlecenie teleTOON+ – Start International Polska

Reżyseria: Andrzej Chudy

Dialogi polskie:
- Witold Surowiak (odc. 1-5, 11-16, 25-26),
- Anna Niedźwiecka (odc. 6-10, 17-24)

Dźwięk i montaż: Grzegorz Ogorzały

Kierownictwo produkcji: Anna Krajewska

Wystąpili:
- Monika Pikuła – Marinche
- Mateusz Narloch – Elmer
- Waldemar Barwiński – Valentino
- Mirosława Krajewska – Arabela
- Andrzej Chudy –
  - Stampy,
  - wieśniak #2 (odc. 1),
  - prowadzący teleturniej (odc. 2),
  - Noble (odc. 19)

oraz:
- Janusz Wituch –
  - Chester Fletcher (odc. 1, 23),
  - Giocondo (odc. 4),
  - kowal (odc. 22)
- Julia Kołakowska-Bytner –
  - Alison (odc. 1),
  - Kitty Carlton (odc. 3),
  - Mona Lisa (odc. 4),
  - Bridget (odc. 8),
  - Diana Jones (odc. 25)
- Wojciech Machnicki –
  - wieśniak #1 (odc. 1),
  - Stan Gropek (odc. 2, 10, 11),
  - Leonardo da Vinci (odc. 4),
  - profesor Haggerton (odc. 7),
  - Dziki Bill Hickok / James Butler Hickok (odc. 9),
  - myśliwy #1 (odc. 13),
  - Coroebus (odc. 14),
  - Vicente Yáñez Pinzón (odc. 15),
  - prorok boga Amona (odc. 16),
  - mistrz Genzu (odc. 18)
- Cezary Kwieciński –
  - król wikingów (odc. 1),
  - pirat #1 (odc. 5),
  - Archibaldo (odc. 6, 16, 20, 26),
  - mężczyzna (odc. 6),
  - Hardin (odc. 9),
  - Yago (odc. 15),
  - Lektykarz #2 (odc. 17),
  - Arcyłotr (odc. 19),
  - Ruantiggi (odc. 21),
  - król Doliny Poryjonu (odc. 24)
- Dariusz Błażejewski –
  - wiking #1 (odc. 1),
  - prezenter (odc. 2),
  - "Balon" Gropek (odc. 11),
  - inwalida (odc. 19),
  - fotograf (odc. 20)
- Joanna Węgrzynowska –
  - Gertruda (odc. 1),
  - Marion Gropek (odc. 2, 10, 11),
  - chłopiec (odc. 3),
  - India (odc. 7)
- Łukasz Jakubowski –
  - Halfdan (odc. 1),
  - L’olonnais (odc. 5)
- Jacek Król –
  - Malvoisin (odc. 2),
  - Kalif (odc. 11),
  - trener (odc. 14),
  - Zły #1 (odc. 16),
  - Lektykarz #1 (odc. 17),
  - Samuraj #2 (odc. 18),
  - kapitan (odc. 19),
  - Ruan-tin-ji (odc. 21),
  - Lahure (odc. 22),
  - Koro (odc. 23),
  - król Tahiti (odc. 24),
  - Zły #2 (odc. 26)
- Grzegorz Kwiecień –
  - Moctezuma (odc. 3),
  - mężczyzna #1 (odc. 5),
  - generał (odc. 10)
- Joanna Pach-Żbikowska –
  - Tiki (odc. 3),
  - Corina (odc. 6, 13, 21),
  - Julia (odc. 8)
- Dominika Sell – Kiki (odc. 3)
- Kacper Cybiński – mały Aztek (odc. 3)
- Mirosława Nyckowska – Zelda Zander (odc. 4)
- Włodzimierz Press –
  - Jaysoukh (odc. 7),
  - Gilbert (odc. 9),
  - jeden z kupców (odc. 10, 11),
  - Benjamin Franklin (odc. 12),
  - kapłan Zeusa (odc. 14),
  - profesor Mifune (odc. 18),
  - Conan Doyle (odc. 20)
- Łukasz Talik – Romeo (odc. 8)
- Krzysztof Cybiński –
  - Carlton (odc. 3),
  - strażnik (odc. 4, 5),
  - karczmarz (odc. 8),
  - generał An Lushan (odc. 10),
  - Zły #2 (odc. 16),
  - cezar (odc. 17),
  - arystokrata (odc. 19),
  - bibliotekarz (odc. 20)
- Robert Tondera –
  - maharadża (odc. 7),
  - narrator (odc. 9),
  - cesarz Li Long Ji Xuanzong (odc. 10),
  - król (odc. 12),
  - Krzysztof Kolumb (odc. 15),
  - Żelazna Maska (odc. 19)
- Maciej Falana – Alfred (odc. 12)
- Hanna Chojnacka-Gościniak –
  - Loana (odc. 13),
  - wróżka (odc. 19),
  - żebraczka (odc. 20)
- Dariusz Odija –
  - Buddy (odc. 14),
  - Hirazumi (odc. 18)
- Leszek Zduń –
  - Ramon (odc. 15),
  - Bartolemeo (odc. 15),
  - Juliusz Cezar (odc. 17),
  - Philbert (odc. 19),
  - Wei-chan (odc. 21)
- Klementyna Umer –
  - Isabella (odc. 15),
  - Julia (odc. 17)
- Katarzyna Łukaszyńska – Geisza (odc. 18)
- Klaudiusz Kaufmann – sir Edward (odc. 20)
- Katarzyna Łaska –
  - Jin-lian (odc. 21),
  - Marie (odc. 22)
- Andrzej Tomecki –
  - pan Peng, dziadek Elmera (odc. 21),
  - ojciec Eustachy (odc. 22),
  - naczelny bibliotekarz (odc. 23)
- Paweł Szczesny –
  - Gaolu, ojciec Jin-lian (odc. 21),
  - mistrz Robert (odc. 22),
  - Bathily (odc. 23),
  - Gilbert (odc. 24)
- Karol Wróblewski –
  - Guillaume (odc. 22),
  - król (odc. 23),
  - szef Arioi (odc. 24),
  - Marco Polo (odc. 25),
  - Howard Hughes (odc. 26)
- Miłosz Konkel –
  - Niakhate (odc. 23),
  - chłopiec (odc. 24)
- Michał Wojciula –
  - Zły #3 (odc. 16),
  - Yajiro (odc. 18)
- Robert Kowalski –
  - kapitan (odc. 23),
  - Kubilaj (odc. 25)
- Dominika Rei
- Monika Wierzbicka
- Mateusz Kwiecień
- Marzena Maria Montewka
- Paulina Zgoda
- Maciej Więckowski

i inni
Lektor: Andrzej Chudy

## Spis odcinków
| Premiera odcinka | N/o | Polski tytuł              | Angielski tytuł                |
| ---------------- | --- | ------------------------- | ------------------------------ |
|                  |     |                           |                                |
| SERIA PIERWSZA   |     |                           |                                |
|                  |     |                           |                                |
| 20.04.2012       | 01  | Walkiria                  | Valkyrie                       |
|                  |     |                           |                                |
| 20.04.2012       | 02  | Gropkowie w Średniowieczu | The Gropeks in the Middle Ages |
|                  |     |                           |                                |
| 20.04.2012       | 03  | Aztekowie                 | Azteca                         |
|                  |     |                           |                                |
| 20.04.2012       | 04  | Leonardo                  | Leonardo                       |
|                  |     |                           |                                |
| 19.05.2012       | 05  | Piraci                    | Pirates                        |
|                  |     |                           |                                |
| 19.05.2012       | 06  | Tańczący z dinozaurami    | Dino Trek                      |
|                  |     |                           |                                |
| 09.07.2012       | 07  | Mroczna bogini            | The Black Goddess              |
|                  |     |                           |                                |
| 10.07.2012       | 08  | Romeo i Bridget           | Romeo & Bridget                |
|                  |     |                           |                                |
| 11.07.2012       | 09  | Western                   | Western                        |
|                  |     |                           |                                |
| 12.07.2012       | 10  | Państwo Środka            | The Middle Kingdom             |
|                  |     |                           |                                |
| 13.07.2012       | 11  | Szeherezada Gropek        | Sheherezade Gropek             |
|                  |     |                           |                                |
| 14.07.2012       | 12  | Rok 1783                  | 1783                           |
|                  |     |                           |                                |
| 16.07.2012       | 13  | Neandertalczyk            | Neanderthal                    |
|                  |     |                           |                                |
| 17.07.2012       | 14  | Olimpiada                 | Olympia                        |
|                  |     |                           |                                |
| 18.07.2012       | 15  | Nowy świat                | The New World                  |
|                  |     |                           |                                |
| 19.07.2012       | 16  | Księga Thotha             | The Book of Thoth              |
|                  |     |                           |                                |
| 20.07.2012       | 17  | Rzymskie wakacje          | Roman Holiday                  |
|                  |     |                           |                                |
| 21.07.2012       | 18  | Samuraj                   | Samurai                        |
|                  |     |                           |                                |
| 23.07.2012       | 19  | Żelazna Maska             | The Iron Mask                  |
|                  |     |                           |                                |
| 24.07.2012       | 20  | Non Venitote              | Non Venitote                   |
|                  |     |                           |                                |
| 25.07.2012       | 21  | Powrót do źródła          | Going Back to the Source       |
|                  |     |                           |                                |
| 26.07.2012       | 22  | Wiek katedr               | The Age of the Cathedrals      |
|                  |     |                           |                                |
| 27.07.2012       | 23  | Wyprawa do Timbuktu       | Mission to Timbuktu            |
|                  |     |                           |                                |
| 28.08.2012       | 24  | Raj utracony              | Paradise Lost                  |
|                  |     |                           |                                |
| 30.07.2012       | 25  | Marco Polo                | Marco Polo                     |
|                  |     |                           |                                |
| 31.07.2012       | 26  | Powrót do przyszłości     | Back to the Future             |
|                  |     |                           |                                |